# East Moline
East Moline est une ville du comté de Rock Island, dans l'État de l'Illinois, aux États-Unis. Sa population s’élevait à 21 302 habitants en 2010. East Moline est souvent considérée comme une des villes des Quad Cities, parmi lesquelles on trouve entre autres sa jumelle Moline.

## Source
- (en) Cet article est partiellement ou en totalité issu de l’article de Wikipédia en anglais intitulé « East Moline, Illinois » (voir la liste des auteurs).